# Adulterio all'italiana
Pour plus de détails, voir Fiche technique et Distribution.
Adulterio all'italiana, parfois traduit Adultère à l'italienne, est une comédie à l'italienne réalisée par Pasquale Festa Campanile et sortie en 1966,,.

## Synopsis
Marta, l'épouse fidèle et affectueuse de Franco, l'ayant surpris dans les bras de sa plus chère amie, décide de réparer l'offense en se réservant la possibilité de commettre un adultère punitif. Afin d'éviter une crise conjugale plus grave, Franco décide d'abord d'accepter ce compromis inhabituel. Mais il s'avère rapidement incapable d'attendre et, fou de jalousie, essaie de précipiter les choses. Pour ce faire, il tente d'arranger un rendez-vous entre Marta et Roberto, son meilleur ami et collègue, qui a en fait toujours été amoureux d'elle.
Mais Marta ne se laisse pas manipuler, prétend avoir déjà une liaison amoureuse et disperse des « indices compromettants » dans la maison dans le but avoué de rendre fou son mari. Celui-ci annonce alors devoir subir une opération pour un ulcère inexistant et fait un lavage gastrique pour un empoisonnement simulé. Après diverses vicissitudes, Franco, puni et repentant, obtient le pardon de sa fidèle Marta.

## Fiche technique
- Titre original italien : Adulterio all'italiana[4] (litt. « Adultère à l'italienne »)
- Réalisateur : Pasquale Festa Campanile
- Scénario : Pasquale Festa Campanile, Ottavio Alessi, Luigi Malerba
- Photographie : Roberto Gerardi
- Montage : Ruggero Mastroianni
- Musique : Armando Trovajoli
- Décors : Pier Luigi Pizzi
- Production : Mario Cecchi Gori
- Société de production : Fair Film
- Pays de production : Italie
- Langue de tournage : Italien
- Format : Couleur - 1,85:1 - Son mono - 35 mm
- Durée : 98 minutes (1 h 38)
- Genre : Comédie à l'italienne
- Dates de sortie :
  - Italie : 25 mars 1966

## Distribution
- Catherine Spaak : Marta Finali
- Nino Manfredi : Franco Finali
- Vittorio Caprioli : Silvio Sasselli
- Maria Grazia Buccella : Gloria
- Lino Banfi : Marco
- Gino Pernice : Roberto
- Akim Tamiroff : Max Portesi
- Mario Pisu : voisin